# Орден Башни и Меча
Военный Орден Башни и Меча, Доблести, Верности и Заслуг (порт. Ordem Militar da Torre e Espada, do Valor, Lealdade e Mérito) — высший и древнейший португальский рыцарский орден. 

## История
Орден был основан в 1459 году королём Афонсу V как орден Меча для португальских рыцарей, участвовавших в крестовых походах по примеру орденов Золотого руна и Подвязки. Название ордена связывают с древней легендой: «В столице Мавритании, городе Фесе, была башня, в центре которой в пол был утоплен до половины меч, и было сказано, что этот меч возьмет принц, и победит им врагов, и в тот день возьмёт он под свою руку весь регион и империю». Созданный орден состоял из 27 членов: суверена, наследника и 25 рыцарей. В отличие от существовавших на то время духовно-рыцарских орденов Христа, Ависа, Сантьяго или Мальтийского, орден Башни и Меча был светским и вручался королём как награда за заслуги перед короной. Орден вышел из употребления со смертью Афонсу V.
Восстановлен в 1808 году принцем регентом Жуаном (будущий король Португалии Жуан VI) в честь благополучного прибытия португальской королевской семьи в Бразилию, после того как Наполеон вторгся в Португалию. Орденом могли быть награждены и португальцы, и иностранцы-католики, орден вручался за военные и гражданские заслуги. В 1832 году португальский король Педру IV реформировал орден, после чего он стал называться Древнейший Наиблагороднейший Орден Башни и Меча, Доблести, Верности и Заслуг.
Послереформенный орден имел четыре класса:
- Большой Крест
- Командор
- Офицер
- Рыцарь

В 1896 году был добавлен класс Гранд-офицера, старше Командора, но младше Большого Креста.
15 октября 1910 республиканское правительство Португалии отменило все португальские ордена, кроме Ордена Башни и Меча. В 1917 орден был вновь реформирован и стал состоять из четырёх классов, самый высокий из которых был только у Президента Португалии. В 1918 орден снова расширили до пяти классов. Президент Португалии по должности стал Гроссмейстером ордена. В 1939 году введён дополнительный класс Большой цепи, который присваивался только главам государств, первым награждённым был Франсиско Франко, с 1963 года этой степенью награждались президенты Португалии после сложения президентских полномочий и передачи их новому президенту.

## Степени
Сейчас Орден состоит из шести классов:
- Большая цепь — носит знак Ордена на специальной цепи и золотую Звезду Ордена на левой стороне груди.
- Большой Крест — носит знак Ордена на цепи или на ленте через правое плечо и золотую Звезду Ордена на левой стороне груди.
- Гранд-офицер — носит знак Ордена на особой цепи и золотую Звезду Ордена на левой стороне груди.
- Командор — носит знак Ордена на особой позолоченой серебряной цепи и серебряную Звезду Ордена на левой стороне груди.
- Офицер — носит знак Ордена на особой позолоченой серебряной цепи и знак Ордена на нагрудной ленте с розеткой на левой стороне груди.
- Рыцарь или Дама — носит знак Ордена на особой серебряной цепи и знак ордена на нагрудной ленте на левой стороне груди.

Орденские планки и постноминальные литеры
| Кавалер Большой цепи | Кавалер Большого креста | Гранд-офицер | Командор | Офицер | Медаль      |
|                      |                         |              |          |        |             |
| GColTE               | GCTE                    | GOTE         | ComTE    | OTE    | CavTE/DamTE |

Как и в других португальских орденах возможно коллективное награждение, для чего существует класс Почётного члена (MHTE), присуждаемого учреждениям, организациям и муниципалитетам (городам), а также военным образованиям (частям, или отдельным подразделениям).

## Знаки отличия
Знак Ордена — пятиконечная перевёрнутая позолоченная звезда, покрытая белой эмалью, помещённая на дубовый венок, покрытый зелёной эмалью, в центре звезды меч, заключённый в круг, на котором на синей эмали девиз Ордена «Valor Lealdade e Mérito» — Доблесть, Верность, и Заслуги. Между двумя верхними лучами звезды помещена башня. На оборотной стороне знака помещён в круге португальский герб и надпись «República Portuguesa» — Республика Португалия.
Знаки степени Большая цепь (знак на цепи), и Большой крест (знак чрезплечной ленты) имеют отличие — пятиконечная перевёрнутая звезда наложена на лавровый венок зелёной эмали. В центральном медальоне меч пронзает лавровый венок.
Звезда Ордена пятиконечная, выполненная из золота для Большой цепи, Большого Креста, Гранд-офицера и из серебра для Командора.
Всем степеням ордена полагается орденская цепь со знаком ордена:
- степени Большая цепь — золотая цепь с увеличенными чередующимися звеньями в виде золотых башен и меча в лавровом венке. Центральное звено в виде золотой башни, наложенной на два скрещенных меча и поддерживаемой по бокам золотыми морскими драконами.
- степени Большой крест, гранд-офицер, командор, офицер — золотая (позолоченная) цепь с чередующимися звеньями малого размера в виде золотых башен, меча в дубовом венке и декоративного элемента.
- степени кавалер — серебряная цепь с чередующимися звеньями малого размера в виде серебряных башен, меча в дубовом венке и декоративного элемента.

Лента Ордена синего цвета.

## Список городов, награждённых орденом Башни и Меча
| Герб | Наименование     | Класс ордена  | Дата                | Инициатор                        |
| ---- | ---------------- | ------------- | ------------------- | -------------------------------- |
|      | Ангра-ду-Эроишму | Большой крест | 12 января 1837 года | Мария II                         |
|      | Лиссабон         | Большой крест | 3 июня 1920 года    | Антониу Жозе де Алмейда          |
|      | Шавиш            | Офицер        | 24 марта 1919 года  | Жуан ду Канту-и-Каштру           |
|      | Авейру           | Офицер        | 29 марта 1919 года  | Жуан ду Канту-и-Каштру           |
|      | Мирандела        | Офицер        | 29 марта 1919 года  | Жуан ду Канту-и-Каштру           |
|      | Браганса         | Офицер        | 26 апреля 1919 года | Жуан ду Канту-и-Каштру           |
|      | Эвора            | Офицер        | 26 апреля 1919 года | Жуан ду Канту-и-Каштру           |
|      | Коимбра          | Офицер        | 26 апреля 1919 года | Жуан ду Канту-и-Каштру           |
|      | Порту            | Офицер        | 26 апреля 1919 года | Жуан ду Канту-и-Каштру           |
|      | Сантарен         | Офицер        | 26 апреля 1919 года | Жуан ду Канту-и-Каштру           |
|      | Элваш            | Офицер        | 3 февраля 1930 года | Антониу Оскар ди Фрагозу Кармона |
|      | Луанда           | Офицер        | 17 ноября 1938 года | Антониу Оскар ди Фрагозу Кармона |
|      | Массангано       | Офицер        | 17 ноября 1938 года | Антониу Оскар ди Фрагозу Кармона |
|      | Алкобаса         | Рыцарь        | 26 апреля 1919 года | Жуан ду Канту-и-Каштру           |
|      | Калдаш-да-Раинья | Рыцарь        | 26 апреля 1919 года | Жуан ду Канту-и-Каштру           |
|      | Овар             | Рыцарь        | 28 июня 1919 года   | Жуан ду Канту-и-Каштру           |
|      | Амаранти         | Рыцарь        | 25 ноября 1925 года | Мануэл Тейшейра Гомиш            |
|      | Ковильян         | Рыцарь        | 5 октября 1930 года | Антониу Оскар ди Фрагозу Кармона |
|      | Аррас            | Рыцарь        | 2 мая 1935 года     | Антониу Оскар ди Фрагозу Кармона |
|      | Муксима          | Рыцарь        | 17 ноября 1938 года | Антониу Оскар ди Фрагозу Кармона |